# Vörös köd

## Cselekmény
Supergirl épp a város felett repked, amikor Alex szól neki, hogy jöjjön a DEO-ba. Sam Lane, Lucy (aki szintén jelen van) apja ráveszi, hogy küzdjön meg Vörös Tornádóval, ami egy robot. Kara beleegyezik, majd legyőzi, és kitépi a karját, mire Vörös Tornádó elrepül. Sam Lane ekkor Supergirlt hibáztatja, majd kirúgja a robot fejlesztőjét, T. O. Morrow-t, mondván, a kísérlet sikertelen lett. A CatCo-nál Alex és Kara ráveszi Winn-t, aki nagyon jól ért a hackeléshez, hogy törjön be a DEO rendszerébe, hogy mindent megtudjanak Alex apja halálának körülményeiről. Winn sokszori kérlelés után beleegyezik, és kideríti, hogy az utolsó ember, aki élve látta Jeremiah Danverst, Alex apját, az Hank Henshaw, a DEO parancsnoka volt. A városban megjelenik Vörös Tornádó, és miközben leáll Supergirlel harcolni, egy tornádót gerjeszt. A gép meglöki Lucyt, aki éppen az apjával és Jamesszel volt. Kara megállítja a tornádót, Vörös Tornádó pedig ismét kereket old. A DEO ügynökei rájönnek, hogy a robotot valaki kívülről irányítja valaki, ezért bemérik. Kara/Supergirl és Alex együtt mennek oda. Alex egy lépcsőn megy le, egy pinceszerűségbe, ahol megjelenik T. O. Morrow, aki elmagyarázza, hogyha ő meghal, a robot is leáll. Ezután a férfi felkap egy fémrudat, és harcolni kezdenek. Eközben fenn, az irányítója mozgását követve Vörös Tornádó is akcióba lendül. Szoros a harc, de Morrow egyszercsak már fojtogatja Alexet, így mindkét lány szorult helyzetbe kerül. Morrow és Alex az utóbbi pisztolyáért harcolnak, és véletlenül Alex meglövi a robot feltalálóját, aki meghal. A robot is leáll, de aztán öntudatra ébred, és brutálisan kezd harcolni, de Supergirl minden dühét belevetve szétrobbantja lézerszemével Vörös Tornádót.

## Szereplők
| Karakter                   | Színész           | Magyar hang        |
| -------------------------- | ----------------- | ------------------ |
| Kara Danvers/Supergirl     | Melissa Benoist   | Gáspár Kata        |
| James Olsen                | Mehcad Brooks     | Nagy Dániel Viktor |
| Alex Danvers               | Chyler Leigh      | Varga Gabriella    |
| Winn Schott                | Jeremy Jordan     | Molnár Áron        |
| Hank Henshaw               | David Harewood    | Háda János         |
| Cat Grant                  | Calista Flockhart | Kisfalvi Krisztina |
| Maxwell Lord               | Peter Facinelli   | Stohl András       |
| Lucy Lane                  | Jenna Dewan Tatum | Tornyi Ildikó      |
| Sam Lane                   | Glenn Morshower   | Szélyes Imre       |
| Vörös Tornádó/T. O. Morrow | Iddo Goldberg     | Jánosi Dávid       |
| Katherine Grant            | Joan Juliet Buck  | Tímár Éva          |